# Sphaeroforma arctica

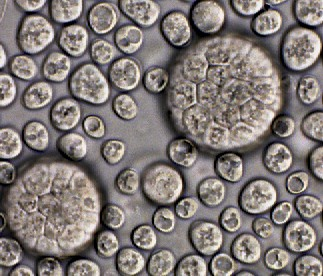
S. arctica, einzelne Zellen und Kolonien.

Sphaeroforma arctica ist eine Spezies (Art) einzelliger Eukaryoten mit einer Schlüsselposition im Stammbaum des Lebens.
Die Spezies wurde erstmals aus dem arktischen marinen Flohkrebs Gammarus setosus, einer Schwesterart des
Meer-Flohkrebses (Gammarus locusta), isoliert.
Wie bei anderen Ichthyosporea, z. B. Creolimax und Abeoforma, sind die Zellen von Sphaeroforma arctica kugelig und zeichnen sich durch ihre Fähigkeit aus, mehrkernige Coenocyten (vielkernige Zellen) zu bilden.
Ein kennzeichnendes Merkmal von S. arctica ist jedoch, dass unter Laborbedingungen offensichtlich keine knospenden, hyphalen, amöboiden, sporalen (sporenförmigen) oder begeißelten (Wachstums-)stadien beobachtet wurden.

## Lebenszyklus

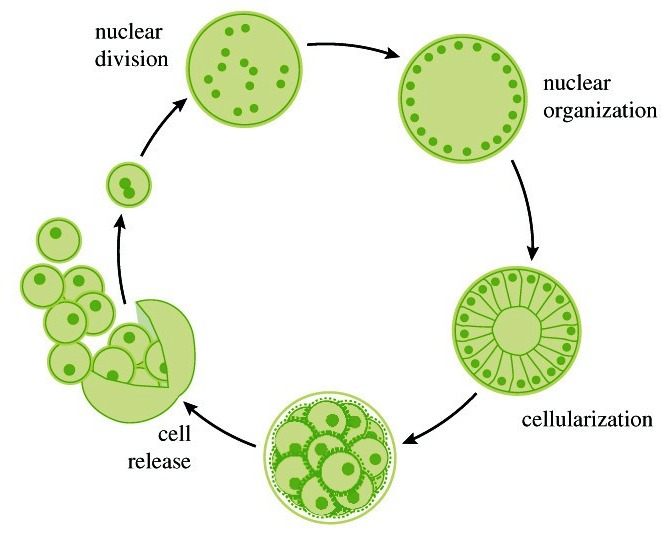
Schema der Entwicklungsprozesse in S. arctica: Zellularisierung der Coenocyten, gesteuert durch den koordinierten Aufbau eines Aktomyosin-Netzwerks.

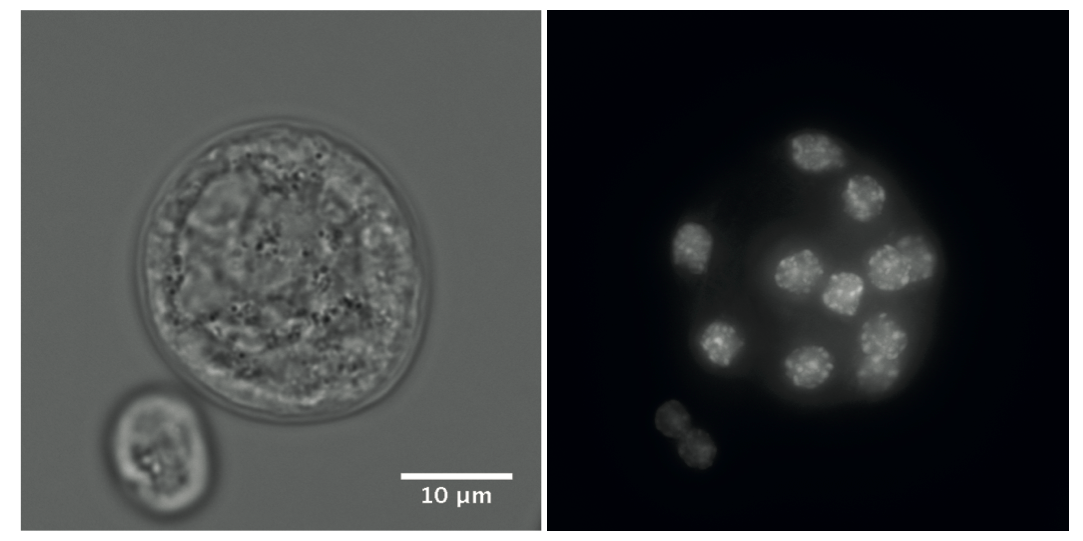
S. arctica, Coenocyt

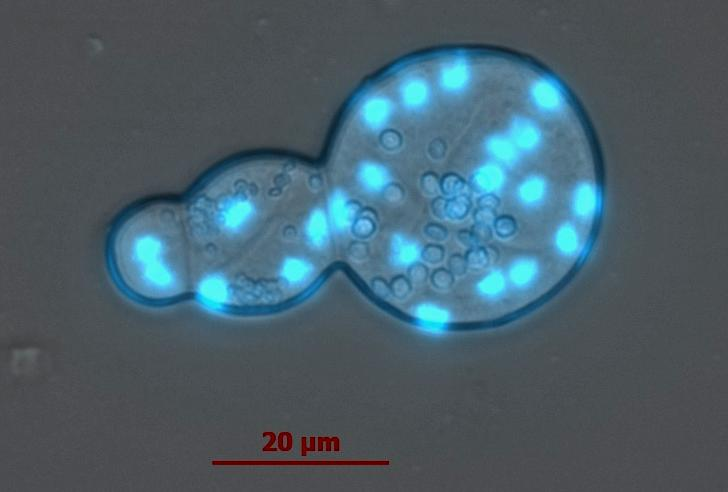
S. arctica, Zellkerne blau gefärbt

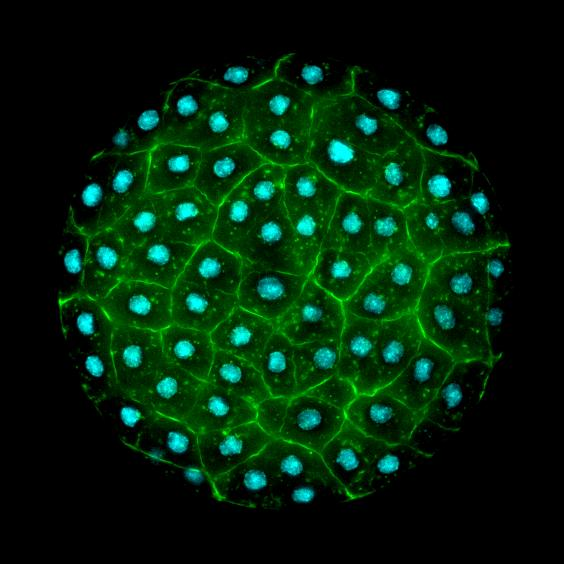
S. arctica, Kolonie gefärbt mit Phalloidin & DAPI.

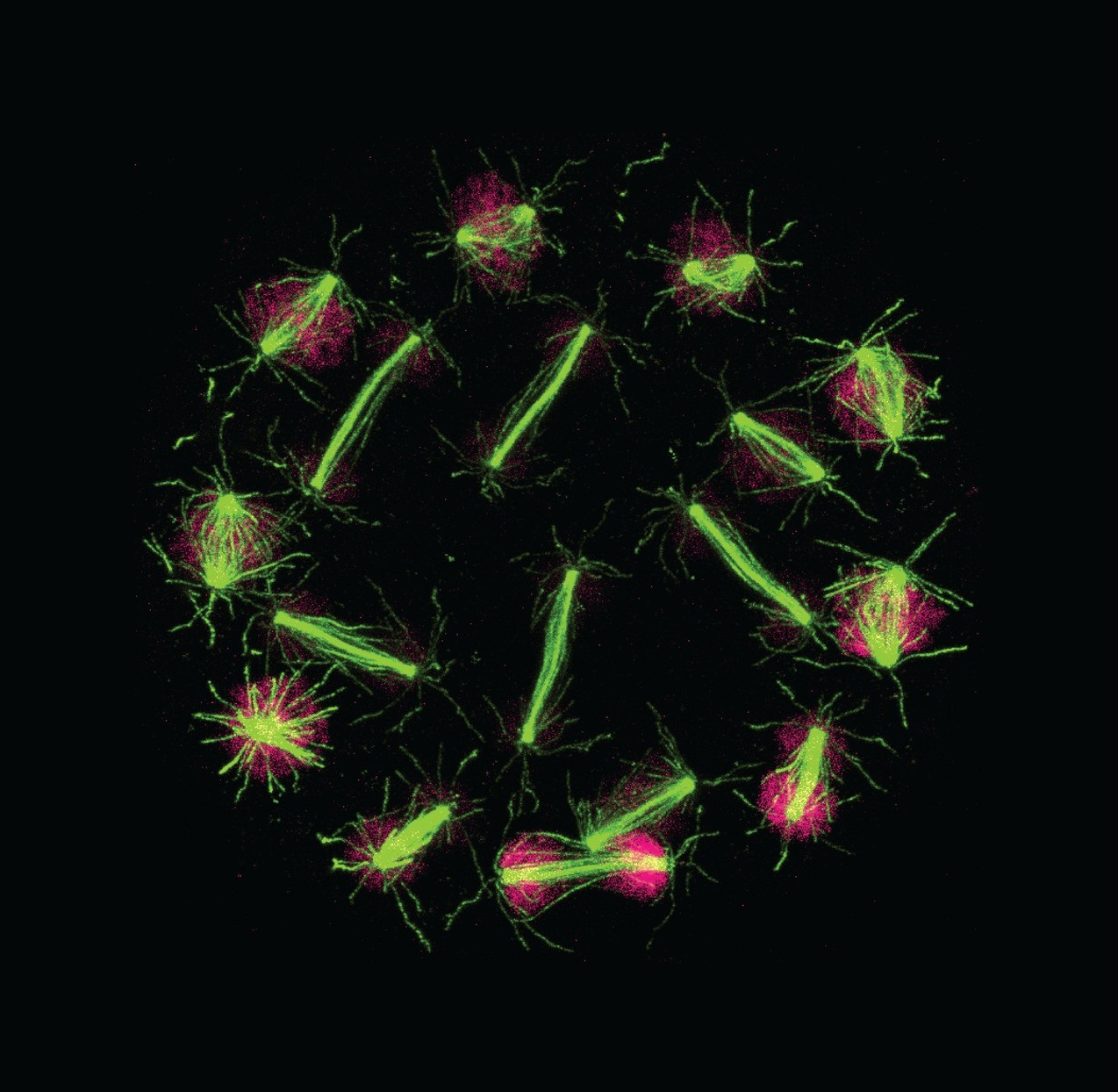
S. arctica in geschlossener Mitose; gefärbt & abgebildet mit Expansionsmikroskopie (U-ExM); Zellkerne rosa, Mikrotubuli grün

Sphaeroforma arctica wächst problemlos in Meeresbrühe (Marine Bouillon, englisch marine broth), mit der Besonderheit, dass sie synchron wächst.
Aus einer Zelle mit einem einzigen Kern kann sie zu einer Zelle mit 128 (oder gar 150) Kernen heranwachsen, bevor sie eine Zellularisierung durchlaufen wird – ein Prozess mit Zellteilungen, bei dem sich die vielkernigen Coenocyten teilen, um „neugeborene“ Zellen zu bilden. Neu entstandene Zellen können allerdings auch bereits zwei oder sogar vier Kerne enthalten.
Die Zellularisierung umfasst koordinierte Einstülpungen der Plasmamembran nach innen. Dieser Vorgang hängt von einem Aktomyosin-Netzwerk (einem Wechselspiel von Aktin und Myosin) ab und führt zur Bildung einer polarisierten Zellschicht, die einem Epithel ähnelt.
Dieser Prozess ist mit einer streng regulierten transkriptionellen Aktivierung von Genen verbunden, die an der Zelladhäsion beteiligt sind.

## Genom und Proteom
Darüber hinaus wurde nachgewiesen, dass S. arctica miRNA (microRNA) sowie die komplexe miRNA-Verarbeitungsmaschinerie (englisch miRNA processing machinery) enthält.
Alles in allem ist Sphaeroforma arctica sowohl aus evolutionärer als auch aus zellbiologischer Sicht ein wichtiger und bedeutender Modellorganismus.
Das Genom von Sphaeroforma arctica enthält Spuren integrierter Polinton-artiger Viren, (englisch polinto-like viruses, PLVs, offiziell: Klasse Preplasmiviricota), beispielsweise ein Hauptkapsidprotein (englisch main capsid protein, MCP). Dies könnte ein Hinweis sein, dass solche Viren eine Art Abwehrsystem darstellen, ähnlich wie Virophagen der Gattung Mavirus
(Preplasmiviricota: Maviroviridae) bei Cafeteria (Stramenopile) ein Abwehrsystem gegen das Cafeteria-roenbergensis-Virus (CroV, Spezies Rheavirus sinusmexicani) darstellt, indem er sich in das Genom dieser Protisten integriert.

## Systematik

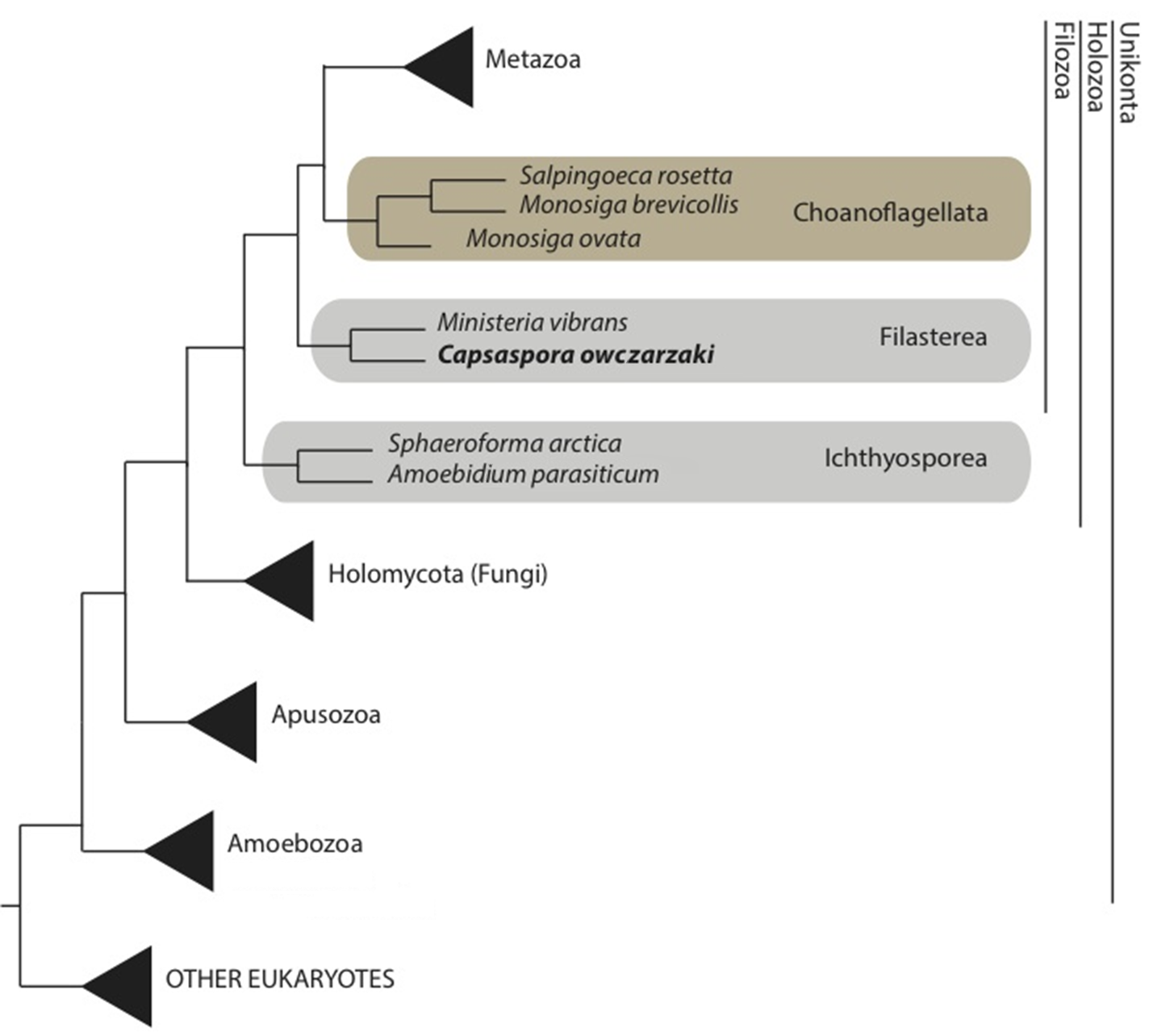
Phylogenetischer Baum mit der Gattung Sphaeroforma

Die Gattung Sphaeroforma ist ein Mitglied der Ichthyosporea-Gruppe oder -Klade, der frühesten Verzweigungslinie der Holozoa. Er ist ein Schlüsselorganismus für das Verständnis des evolutionären Ursprungs der Tiere.
Systematik gemäß der Taxonomie des National Center for Biotechnology Information (NCBI):
Eukaryota > Opisthokonta > Ichthyosporea > Ichthyophonida > Sphaeroforma >
- Spezies: Sphaeroforma arctica Jostensen, Sperstad, Johansen & Landfald, 2002[13][14]
  - Stamm: Sphaeroforma arctica JP610

## Weiterführende Literatur
- Inaki Ruiz-Trillo, Christopher E Lane, John M. Archibald, Andrew J. Roger: Insights into the Evolutionary Origin and Genome Architecture of the Unicellular Opisthokonts Capsaspora owczarzaki and Sphaeroforma arctica. In: The Journal of Eukaryotic Microbiology, Band 53, Nr. 5, September/Oktober 2006, S. 379–384; doi:10.1111/j.1550-7408.2006.00118.x, PMID 16968456.
- Iñaki Ruiz-Trillo, Alex de Mendoza: Towards understanding the origin of animal development. In: Development, Band 147, Nr. 23, Dezember 2020, dev192575; doi:10.1242/dev.192575, ResearchGate.